# Белореченск (Кировская область)
Белореченск — посёлок в Омутнинском районе Кировской области России, административный центр Белореченского сельского поселения.

## География
Поселок расположен в 12 км к северу от Омутнинска, С западной части граничит с муниципальным образованием Восточное городское поселение п.г.т. Восточный, расстояние до которого 2 км.
ж/д станция Озёрница-Кировская на линии Яр — Верхнекамская.

## История
С 1963 по 2005 год посёлок имел статус посёлка городского типа.
Поселок Белореченск и п. Метрострой строились в конце 20-х, начале 30-х годов XX века как поселки лесозаготовителей у железной дороги Яр-Лесная. Сначала это были лесоучастки, но в 60-х годах они получили статус поселков.
В 1960 году в п. Белореченск установлен памятник погибшим воинам Великой Отечественной войны 1941—1945 гг.
В 2003 году установлена Стела венгерским военнопленным.
С 01.01.2006 года законом Кировской области № 329-ЗО от 05.05.2005 п. Белореченск переведен из категории поселков городского типа в категорию населенных пунктов сельской местности.

## Население
| 1989 | 2002  | 2010  |
| ---- | ----- | ----- |
| 1800 | ↘1519 | ↘1292 |

| 4997 | 3060 | 1741 |